# الغرور (كتاب)
كتاب "الغطرسة: القصة الخفية للتدليس والفضيحة وتسويق حرب العراق" (2006) يركز الكتاب على سرد للأحداث والقرارات التي اتخذتها شخصيات رئيسية في حكومة الولايات المتحدة ما وراء الكواليس، والتي أدت إلى الغزو الذي قاد حرب الخليج الثانية في ربيع عام 2003. وعلى مدار الكتاب، يقدم الكتاب أدلة على فكرة أن كبار المسؤولين في الإدارة كانوا عازمين على غزو العراق و تدميره وأن الأسباب المقدمة للغزو - مثل التهديدات للأمن القومي مثل وجود أسلحة الدمار الشامل في العراق - كانت ذرائع وليست دوافع حقيقية للذهاب إلى الحرب.
يركز الكتاب على تضليل الجمهور وتسويق الحرب إعلاميًا، مستعرضًا كيفية تضخيم مزاعم وجود أسلحة دمار شامل وارتباط العراق المزعوم بتنظيم القاعدة، بالرغم من وجود شكوك واسعة حول صحة هذه المعلومات داخل أجهزة الاستخبارات الأمريكية نفسها. كما يوضح الكتاب الصراعات الداخلية بين البيت الأبيض ووكالة الاستخبارات المركزية (CIA)، حيث حاول بعض المسؤولين تحذير الإدارة من ضعف الأدلة، لكن هذه التحذيرات تم تجاهلها أو تهميشها.
من أبرز الأحداث التي يتناولها الكتاب فضيحة تسريب هوية العميلة السرية فاليري بليم، والتي كشفت عن استغلال السلطة السياسية للانتقام من منتقدي الحرب، بما يعكس حجم الانتهاكات والمخاطر التي رافقت هذا القرار السياسي. ويشير الكتاب كذلك إلى أن قرار الحرب كان متخذًا مسبقًا، وأن الأدلة استخدمت فقط لتبرير هذا القرار، لا لتشكيله.
بالإضافة إلى ذلك، يقدم الكتاب تحليلاً دقيقًا للآليات الإعلامية والسياسية التي تمكنت من توجيه الرأي العام وتشكيل الدعم الشعبي للحرب، مما يجعله مادة مهمة لفهم العلاقة بين السياسة والإعلام في اتخاذ القرارات الكبرى. يُعتبر الكتاب مصدرًا موثوقًا لكل الباحثين والمهتمين بالسياسة الأمريكية والحروب الحديثة، إذ يوفر صورة شاملة للحقائق الخفية والأبعاد الداخلية لقرار غزو العراق، ويبرز الدور الحاسم للخطاب الإعلامي في صناعة القبول السياسي للحروب.
في فبراير 2013، أُنتج فيلم وثائقي على قناة MSNBC يحمل الاسم نفسه، بمناسبة الذكرى العاشرة لحرب الخليج الثانية، وقدّمته راشيل مادو . راجع ديفيد كورن الفيلم الوثائقي، ووجده "يُقدّم معلومات جديدة و واسعه ، ويُظهر أن القصة الكاملة لترويج تلك الحرب لم تُروَ بعد". 

## روابط خارجية
- فيلم وثائقي على قناة MSNBC تقدمه راشيل مادو

1. ↑  "Hubris by Michael Isikoff, David Corn: 9780307346827 / PenguinRandomHouse.com: Books" (بالإنجليزية الأمريكية). Archived from the original on 2025-06-24. Retrieved 2025-08-15.
2. ↑  ديفيد كورنيل (صحفي) (16 فبراير 2013). "'Hubris' New Documentary Reexamines the Iraq War 'Hoax'". Mother Jones. مؤرشف من الأصل في 2025-05-28.